# Provincia di Rewa
Rewa è una provincia delle isole Figi, nella Divisione Centrale, sull'isola di Viti Levu, la maggiore dell'arcipelago.
La provincia, che si estende per 272 km², è costituita da due parti separate, che costituiscono la capitale Suva, ed il suo hinterland. Si affacciano sul mare e sono divise dalla provincia di Naitasiri. È la terza provincia per popolazione, con 108 016 abitanti (censimento 2017), nonostante le piccole dimensioni.
Per motivi sia storici che politici, la provincia è da sempre una delle più importanti ed influenti del paese. Oltre ad essere la sede dei palazzi governativi, Rewa è anche il cuore della Confederazione Burebasaga, guidata dal Roko Tui Dreketi, titolo che attualmente spetta a Ro Teimumu Tuisawau-Kepa.
Per quanto riguarda il Consiglio Provinciale, che governa il territorio, attualmente non si ha un governatore. Svolge le sue veci il governatore ad interim Pita Tagi Cakiverata.
| Controllo di autorità | ISNI (EN) 0000 0004 0599 2918 |